# رینگ رینگ (آلبوم)
| بررسی انتقادی              | بررسی انتقادی |
| منبع                       | رتبه‌بندی      |
| -------------------------- | ------------- |
| آل‌میوزیک                   | [ ۴ ]         |
| بلندر                      | [ ۵ ]         |
| دانشنامه موسیقی عامه‌پسند   | [ ۶ ]         |
| راهنمای آلبوم رولینگ استون | [ ۷ ]         |
| راهنمای ضبط جایگزین اسپین  | ۴/۱۰          |

رینگ رینگ (انگلیسی: Ring Ring) نخستین آلبوم استودیویی ابرگروه سوئدی موسیقی پاپ آباست که نخستین بار در کشورهای اسکاندیناوی در ۲۶ مارس ۱۹۷۳ منتشر شد و کمی بعد، توسط پولار میوزیک و به تعداد محدود در کشورهایی چون آلمان غربی، استرالیا، آفریقای جنوبی و مکزیک توزیع شد. این آلبوم در بلژیک به رتبه اول جدول موسیقی راه یافت و با موفقیت چشمگیری در هلند، نروژ و آفریقای جنوبی مواجه شد.

## فهرست ترانه‌ها
تمامی ترانه‌ها توسط بنی آندِشون و بیورن اولویوس نوشته‌شده، مگر آنهایی که نام دیگری برایشان ذکر شده است.
| نسخهٔ اسکاندیناوی روی اول | نسخهٔ اسکاندیناوی روی اول        | نسخهٔ اسکاندیناوی روی اول              | نسخهٔ اسکاندیناوی روی اول |
| شماره                    | نام                             | نویسنده(ها)                           | مدت                      |
| ------------------------ | ------------------------------- | ------------------------------------- | ------------------------ |
| ۱.                       | «رینگ رینگ (فقط اگه زنگ می‌زدی)» | بنی آندِشون استیگ آندشون بیورن اولویوس | ۳:۰۴                     |
| ۲.                       | «شهری دیگر، قطاری دیگر»         |                                       | ۳:۱۲                     |
| ۳.                       | «سرخوردگی (ترانه)»              | آنگنیه‌تا فلتسکوگ اولویوس              | ۳:۰۴                     |
| ۴.                       | «آدمیزاد نیازمند عشق است»       |                                       | ۲:۴۶                     |
| ۵.                       | «در آینه دیدمش»                 |                                       | ۲:۳۴                     |
| ۶.                       | «نینا، بالرین زیبا»             |                                       | ۲:۵۱                     |

| روی دوم    | روی دوم                                            | روی دوم                                                 | روی دوم |
| شماره      | نام                                                | نویسنده(ها)                                             | مدت     |
| ---------- | -------------------------------------------------- | ------------------------------------------------------- | ------- |
| ۱.         | «عاشقی آسان نیست (اما یقیناً به‌قدر کافی دشوار است)» |                                                         | ۲:۵۳    |
| ۲.         | «من و بابی و برادر بابی»                           |                                                         | ۲:۵۰    |
| ۳.         | «او برادر توست»                                    |                                                         | ۳:۱۸    |
| ۴.         | «رینگ رینگ» (نسخهٔ انگلیسی)                         | بنی آندِشون استیگ آندشون بیورن اولویوس نیل سداکا فیل کُدی | ۳:۰۳    |
| ۵.         | «من دختری بیش نیستم»                               | بنی آندِشون استیگ آندشون بیورن اولویوس                   | ۳:۰۱    |
| ۶.         | «گروه راک اند رول»                                 |                                                         | ۳:۰۹    |
| مجموع مدت: | مجموع مدت:                                         | مجموع مدت:                                              | ۳۵:۴۳   |

| نسخهٔ بین‌المللی – روی اول | نسخهٔ بین‌المللی – روی اول  | نسخهٔ بین‌المللی – روی اول |
| شماره                    | نام                       | مدت                      |
| ------------------------ | ------------------------- | ------------------------ |
| ۱.                       | «رینگ رینگ»               | ۳:۰۴                     |
| ۲.                       | «شهری دیگر، قطاری دیگر»   | ۳:۱۲                     |
| ۳.                       | «سرخوردگی»                | ۳:۰۴                     |
| ۴.                       | «آدمیزاد نیازمند عشق است» | ۲:۴۶                     |
| ۵.                       | «در آینه دیدمش»           | ۲:۳۴                     |
| ۶.                       | «نینا، بالرین زیبا»       | ۲:۵۱                     |

| نسخهٔ بین‌المللی – روی دوم | نسخهٔ بین‌المللی – روی دوم                           | نسخهٔ بین‌المللی – روی دوم |
| شماره                    | نام                                                | مدت                      |
| ------------------------ | -------------------------------------------------- | ------------------------ |
| ۱.                       | «عاشقی آسان نیست (اما یقیناً به‌قدر کافی دشوار است)» | ۲:۵۳                     |
| ۲.                       | «من و بابی و برادر بابی»                           | ۲:۵۰                     |
| ۳.                       | «او برادر توست»                                    | ۳:۱۸                     |
| ۴.                       | «این همان دختر مورد علاقه من است»                  | ۲:۳۹                     |
| ۵.                       | «من دختری بیش نیستم»                               | ۳:۰۱                     |
| ۶.                       | «گروه راک اند رول»                                 | ۳:۰۹                     |
| مجموع مدت:               | مجموع مدت:                                         | ۳۵:۱۹                    |

| ترانه‌های اضافی سی‌دی نسخهٔ ۲۰۰۱ | ترانه‌های اضافی سی‌دی نسخهٔ ۲۰۰۱   | ترانه‌های اضافی سی‌دی نسخهٔ ۲۰۰۱         | ترانه‌های اضافی سی‌دی نسخهٔ ۲۰۰۱ |
| شماره                         | نام                             | نویسنده(ها)                           | مدت                           |
| ----------------------------- | ------------------------------- | ------------------------------------- | ----------------------------- |
| ۱۳.                           | «در کاروسل»                     | بنی آندِشون استیگ آندشون بیورن اولویوس | ۳:۲۴                          |
| ۱۴.                           | «سانتا رُزا»                     |                                       | ۲:۵۹                          |
| ۱۵.                           | «رینگ رینگ (فقط اگه زنگ می‌زدی)» | بنی آندِشون استیگ آندشون بیورن اولویوس | ۳:۰۸                          |

| ترانه‌های اضافی در مجموعه کامل ضبط‌های استودیویی | ترانه‌های اضافی در مجموعه کامل ضبط‌های استودیویی                                                                  | ترانه‌های اضافی در مجموعه کامل ضبط‌های استودیویی   | ترانه‌های اضافی در مجموعه کامل ضبط‌های استودیویی |
| شماره                                          | نام | نویسنده(ها)                                      | مدت                                            |
| ---------------------------------------------- | --- | ------------------------------------------------ | ---------------------------------------------- |
| ۱۳.                                            | «رینگ رینگ (فقط اگه زنگ می‌زدی)»                                                                                 | بنی آندِشون استیگ آندشون بیورن اولویوس            | ۳:۰۸                                           |
| ۱۴.                                            | «اوه، در چنین مواقعی» (روی دومِ رینگ رینگ (فقط اگه زنگ می‌زدی))                                                   | بنی آندِشون استیگ آندشون بیورن اولویوس            | ۲:۳۳                                           |
| ۱۵.                                            | «چرخ گردان» (رویِ دومِ آدمیزاد نیازمند عشق است)                                                                   | بنی آندِشون استیگ آندشون بیورن اولویوس            | ۳:۳۶                                           |
| ۱۶.                                            | «سانتا رُزا» (رویِ دومِ او برادر توست)                                                                             |                                                  | ۳:۰۱                                           |
| ۱۷.                                            | «رینگ رینگ» (نسخهٔ اسپانیایی)                                                                                    | بنی آندِشون استیگ آندشون بیورن اولویوس دوریس باند | ۳:۰۱                                           |
| ۱۸.                                            | «آنکه در اتاقِ انتظارِ عشق ایستاده‌است» (نسخهٔ آلمانی ترانهٔ شهری دیگر، قطاری دیگر؛ رویِ دومِ رینگ رینگ (نسخهٔ آلمانی)) | بنی آندِشون بیورن اولویوس فِـرِد جـِی                | ۳:۲۱                                           |
| ۱۹.                                            | «رینگ رینگ» (نسخهٔ آلمانی)                                                                                       | بنی آندِشون استیگ آندشون بیورن اولویوس پیتر لاخ   | ۳:۰۹                                           |

| ترانه‌های اضافی نسخهٔ دلوکس ۲۰۱۳ (آلبوم نخست) | ترانه‌های اضافی نسخهٔ دلوکس ۲۰۱۳ (آلبوم نخست)                                                                                   | ترانه‌های اضافی نسخهٔ دلوکس ۲۰۱۳ (آلبوم نخست)      | ترانه‌های اضافی نسخهٔ دلوکس ۲۰۱۳ (آلبوم نخست) |
| شماره                                       | نام | نویسنده(ها)                                      | مدت                                         |
| ------------------------------------------- | --- | ------------------------------------------------ | ------------------------------------------- |
| ۱۳.                                         | «رینگ رینگ (فقط اگه زنگ می‌زدی)» (نسخهٔ سوئدی)                                                                                  | بنی آندِشون استیگ آندشون بیورن اولویوس            | ۳:۰۸                                        |
| ۱۴.                                         | «چرخ گردان» (روی دومِ آدمیزاد نیازمند عشق است)                                                                                 | بنی آندِشون استیگ آندشون بیورن اولویوس            | ۳:۳۶                                        |
| ۱۵.                                         | «سانتا رُزا» (روی دوم او برادر توست)                                                                                           |                                                  | ۳:۰۱                                        |
| ۱۶.                                         | «رینگ رینگ» (نسخهٔ اسپانیایی)                                                                                                  | بنی آندِشون استیگ آندشون بیورن اولویوس دوریس باند | ۳:۰۱                                        |
| ۱۷.                                         | «آنکه در اتاقِ انتظارِ عشق ایستاده‌است» (نسخهٔ آلمانی ترانهٔ شهری دیگر، قطاری دیگر؛ رویِ دومِ رینگ رینگ (نسخهٔ آلمانی))               | بنی آندِشون بیورن اولویوس فِـرِد جـِی                | ۳:۲۱                                        |
| ۱۸.                                         | «رینگ رینگ» (نسخۀ آلمانی) | بنی آندِشون استیگ آندشون بیورن اولویوس پیتر لاخ   | ۳:۰۹                                        |
| ۱۹.                                         | «درود به سازمان‌دهندگان پارک ما» (تک‌آهنگ تبلیغاتی ۱۹۷۳ برای تور سوئد با گزیده‌هایی از آهنگ‌های موفق اخیر که قبلاً منتشر نشده بود) |                                                  | ۲:۲۷                                        |

| ترانه‌های اضافی نسخهٔ دلوکس ۲۰۱۳ (آلبوم نخست) – نسخه‌های اولیه | ترانه‌های اضافی نسخهٔ دلوکس ۲۰۱۳ (آلبوم نخست) – نسخه‌های اولیه      | ترانه‌های اضافی نسخهٔ دلوکس ۲۰۱۳ (آلبوم نخست) – نسخه‌های اولیه | ترانه‌های اضافی نسخهٔ دلوکس ۲۰۱۳ (آلبوم نخست) – نسخه‌های اولیه |
| شماره                                                       | نام                                                              | نویسنده(ها)                                                 | مدت                                                         |
| ----------------------------------------------------------- | ---------------------------------------------------------------- | ----------------------------------------------------------- | ----------------------------------------------------------- |
| ۲۰.                                                         | «سلام پیرمرد!» (بنی و بیورن آن را اجرا کردند.)                   |                                                             | ۳:۲۱                                                        |
| ۲۱.                                                         | «مرد کوچکی هست» (اجرا توسط بیلی جی-سان)                          |                                                             | ۲:۴۵                                                        |
| ۲۲.                                                         | «در آینه دیدمش» (اجرا توسط بیلی جی-سان)                          |                                                             | ۲:۲۰                                                        |
| ۲۳.                                                         | «من مردی بیش نیستم» (اجرا توسط یارل کوله)                        | بنی آندِشون استیگ آندشون بیورن اولویوس                       | ۳:۰۴                                                        |
| ۲۴.                                                         | «می‌خواهی کمی در این بین زندگی کنی» (اجرا توسط آنی-فرید لینگستاد) | ویتوریو تاریچوتی مارچلو ماروکی فرانکا اوانجلیستی بنی آندِشون | ۲:۵۳                                                        |
| ۲۵.                                                         | «به دنیا خوش آمدی» (اجرا توسط لیل-بابس)                          |                                                             | ۳:۱۹                                                        |

| دی‌وی‌دی نسخهٔ دلوکس ۲۰۱۳ | دی‌وی‌دی نسخهٔ دلوکس ۲۰۱۳                                           | دی‌وی‌دی نسخهٔ دلوکس ۲۰۱۳ |
| شماره                  | نام                                                              | مدت                    |
| ---------------------- | ---------------------------------------------------------------- | ---------------------- |
| ۱.                     | «آدمیزاد نیازمند عشق است» (زنان تقدیم می‌کنند، اس‌وی‌تی)            | nil                    |
| ۲.                     | «رینگ رینگ» (زیر ذره‌بین، او.آر. اف)                              | nil                    |
| ۳.                     | «رینگ رینگ فاش شد» (ترانه‌هایی که موسیقی را دگرگون کردند، او. آر) | nil                    |
| ۴.                     | «گالری بین‌المللی جلد آلبوم»                                      | nil                    |

## جداول موسیقی
| جدول (۱۹۷۶–۱۹۷۳)                      | بالاترین رتبه |
| ------------------------------------- | ------------- |
| آلبوم‌های استرالیا (گزارش موسیقی کنت)  | ۱۰            |
| آلبوم‌های نیوزیلندی (آرام‌ان‌زد)         | ۳۲            |
| آلبوم‌های نروژی (وی‌جی-لیستا)           | ۱۰            |
| جدول آلبوم‌های سوئد                    | ۲             |
| جدول (۲۰۲۱)                           | بالاترین رتبه |
| آلبوم‌های یونان (آی‌اف‌پی‌آی یونان)       | ۵۷            |
| جدول (۲۰۲۳)                           | بالاترین رتبه |
| آلبوم‌های آلمانی (۱۰۰ آلبوم برتر رسمی) | ۲۹            |

## گواهینامه‌ها و فروش
| منطقه                             | گواهی     | واحد گواهی‌شده/فروش |
| --------------------------------- | --------- | ------------------ |
| استرالیا (آی‌اف‌پی‌آی استرالیا)      | ۳× پلاتین | ۱۵۰٬۰۰۰^           |
| نروژ                              | —         | ۱۰٬۰۰۰             |
| سوئد                              | —         | ۱۱۶٬۶۲۷            |
| ^ رقم توزیع تنها بر پایهٔ گواهی‌ها. |           |                    |